# محمد بن الحسين الحائك
محمد بن الحسين الحائك كاتب و شاعر مغربي تطواني خلال القرن الثامن عشر و هو صاحب كناش الحايك الذي جمع فيه أشعار نوبات وطبوع آلات الطرب، التي يؤدونها في طرب الآلة بالمغرب.

## تدوينه لأشعار التراث
كما جاء في كتاب التراث العربي المغربي في الموسيقى للحاج إدريس بن جلون التويمي، أن السلطان سيدي محمد بن عبد الله (1710 م- 1790 م) كان حريصا على فن طرب الآلة حيث أنه أول ملك اعتنى بتدوينه فأصدر أمره إلى أحد العلماء ممن لهم خبرة واطلاع على فن الموسيقى وهو محمد بن الحسين الحائك من مدينة تطوان، بجمع ما كان متداولا من نوبات في ذلك العهد فجمع كناشه المعروف سنة 1789 م.

## كناش الحائك
يعتبر كناش الحائك مصدرا قيما لأشعار الموسيقى المغربية فقد اشتمل على جميع نوبات وطبوع آلات الطرب وعليه عمل المغنيين المغاربة في صنعتهم الموسيقية، وهذا الكناش لم يبق على ترتيبه الأصلي بل بترتيب الفقيه الوزير محمد بن المختار الجامعي الذي اعتمد عليه في جمع كناشه الذي يحمل اسم كناش الجامعي أيام حكم السلطان الحسن الأول. لقد حظي كناش الحائك بالدراسة من لدن عديد من المهتمين بهذا الفن كالأستاذ الفنان الحاج ادريس بنجلون وقبله الأستاذ الفنان عبد اللطيف بنمنصور و غيرهما. بينما ظل مختصر الجامعي منسيا لا يرجع اليه أحد. لقد أعيد نشر كتاب محمد بن الحسين الحائك في عام 1982 من قبل الحاج عبد الكريم الرايس تحت اسم من وحي الرباب.